# Herenia Etruscila
Herenia Cupresenia Etruscila  fue una augusta (septiembre de 249-junio de 251) del Imperio romano, esposa del emperador Decio y madre de los emperadores Herenio Etrusco y Hostiliano.
Como la mayor parte de las emperatrices del siglo III, se sabe muy poco de ella. Probablemente procedía de familia senatorial. Se asume que sus antepasados se asentaron en tierras etruscas. Herenia se casó con Decio probablemente antes del año 230 y obtuvo el título de Augusta. Se convirtió en regente en nombre de su hijo Hostiliano, cuando Decio y Herenio fueron derrotados y muertos en la batalla de Abrito para hundirse en la oscuridad después de que su esposo y sus hijos fallecieran. 